# Olympische vlam

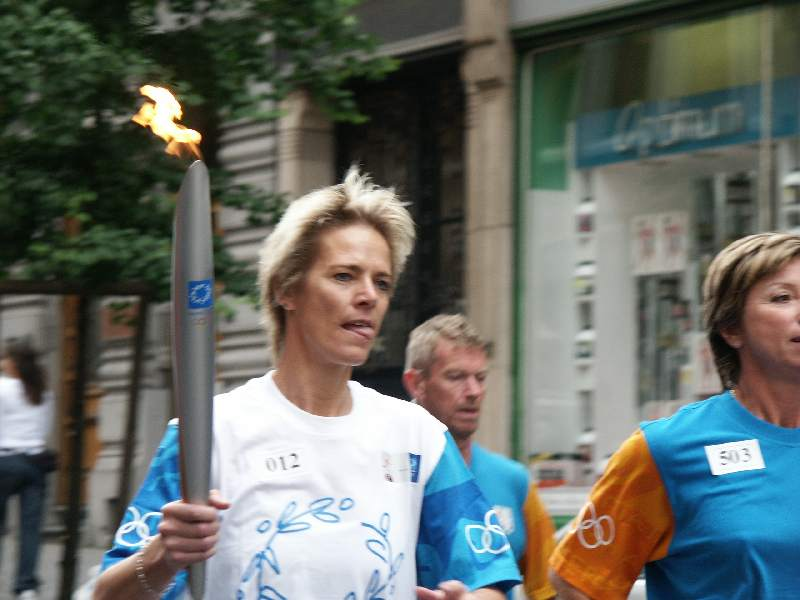
Ingrid Berghmans met de olympische vlam in Brussel

De olympische vlam is een vuur dat ontstoken wordt tijdens de openingsceremonie van Olympische Spelen en blijft branden tijdens de gehele duur van de Spelen tot het tijdens de slotceremonie gedoofd wordt.

## Moderne traditie
De moderne traditie van het olympisch vuur werd bedacht door de Alkmaarse architect Jan Wils, de ontwerper van het Olympisch Stadion in Amsterdam. Bij het stadion liet hij een 46 meter hoge toren bouwen, de Marathontoren. Het was zijn idee dat iedereen in Amsterdam overdag rook uit de toren kon zien opstijgen en ‘s avonds vuur.
Tegenwoordig wordt het olympisch vuur altijd aangestoken door een bekende sporter. Deze is altijd afkomstig uit het land waar de Spelen plaatsvinden. In Amsterdam ging dat in 1928 anders. Een medewerker van het gasbedrijf mocht het vuur toen ontsteken. Hierna werd de brandende schaal naar boven getakeld en op de top van de toren gezet
Het vuur is afkomstig uit Olympia – de plaats van de antieke Spelen in Griekenland – waar men een fakkel heeft ontstoken door tijdens een ceremonie het zonlicht met spiegels op de fakkel te concentreren. Bij regen of gebrek aan zonlicht tijdens deze ceremonie wordt de fakkel echter met behulp van een vuurpotje ontstoken. Dit gebeurde in 2017 bij de ontsteking van de fakkel voor de Olympische Winterspelen van 2018 in Pyeongchang. Toen regende het tijdens de ontsteking, waardoor men gedwongen was het vuur van de repetitie van maandag te gebruiken om de fakkel aan te steken. Ook bij de ontsteking van de fakkel voor de Olympische Zomerspelen van 2024 in Parijs werd een vuurpotje gebruikt, ditmaal omdat er te veel wolken voor de zon stonden. Deze ontsteking vindt traditiegetrouw 100 dagen voor de openingsceremonie van de Spelen plaats. Daarna wordt deze fakkel door een estafetteloop (maar gedeeltelijk ook met snellere vervoermiddelen) via een groot aantal landen naar het stadion van de Spelen gebracht, waar de laatste loper de eer te beurt valt om de olympische vlam te ontsteken.
De eerste Spelen waar de olympische vlam brandde waren die van de IX olympiade in 1928 te Amsterdam; toen echter vond er nog geen estafette plaats. Dit gebeurde voor het eerst bij de Spelen van 1936 te Berlijn.
Tijdens de Olympische Winterspelen van 2022 in Peking brandde er voor het eerst geen grote vlam in een schaal, maar werd de fakkel in het hart van een enorme "sneeuwvlok" geplaatst die gedurende de duur van de Spelen in het stadion "zweefde". Ook tijdens de Olympische Zomerspelen van 2024 brandde de vlam niet in een schaal. De vlam brandde dat jaar in een grote ballon die boven de Tuilerieën zweefde. De vlam bestond tevens niet uit echt vuur, maar uit ledlampen in combinatie met watermist.Tijdens de sluitingsceremonie die in het Stade de France werd deze vlam omdat de afstand tussen de Tuilerieën en dit stadion te groot was gedoofd door het ontsteken ervan om te keren. De grote vlam werd al bij aanvang van de ceremonie gedoofd door de Franse topzwemmer Léon Marchand. Hij nam daarna tijdens de ceremonie een klein vlammetje mee naar het stadion waar hij aan het einde daarvan de vlam definitief doofde door dit kleine vlammetje samen met een aantal atleten uit te blazen.
Bij de Paralympische Spelen brandt de paralympische vlam.

## Atleten die de olympische vlam hebben ontstoken

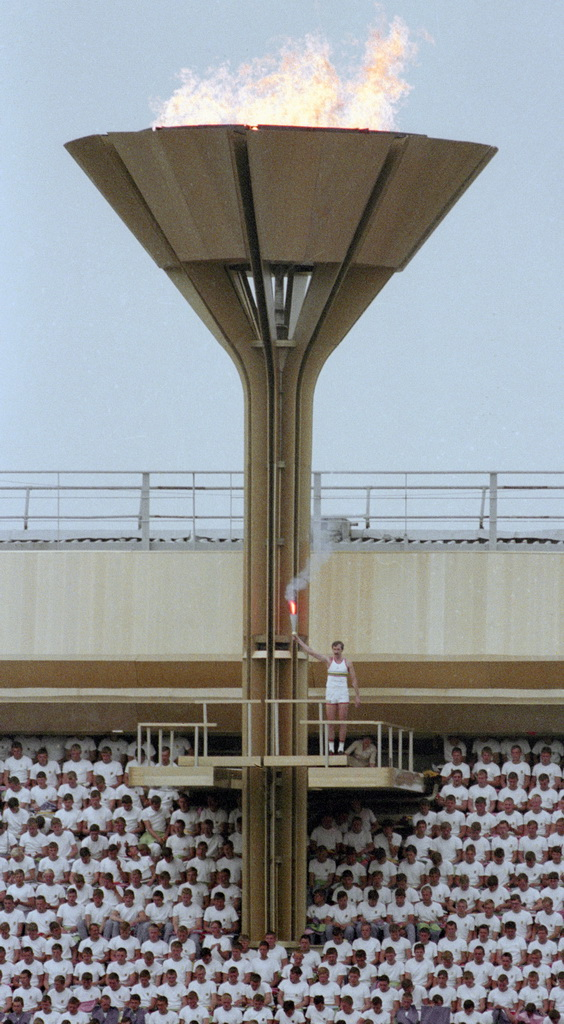
Sergej Belov ontsteekt de vlam in 1980

De volgende personen hebben de olympische vlam voor de Zomerspelen ontstoken:
| Plaats van de Spelen | Spelen van | Naam van de atleet/atleten |
| -------------------- | ---------- | --- |
| Berlijn              | 1936       | Fritz Schilgen |
| Londen               | 1948       | John Marc |
| Helsinki             | 1952       | Hannes Kolehmainen & Paavo Nurmi                                                                                               |
| Melbourne            | 1956       | Ron Clarke |
| Rome                 | 1960       | Giancarlo Peris |
| Tokio                | 1964       | Yoshinori Sakaï |
| Mexico-Stad          | 1968       | Norma Enriqueta Basilio de Sotelo                                                                                              |
| München              | 1972       | Günter Zahn |
| Montréal             | 1976       | Sandra Henderson & Stéphane Préfontaine                                                                                        |
| Moskou               | 1980       | Sergej Belov |
| Los Angeles          | 1984       | Rafer Johnson |
| Seoel                | 1988       | Chung Sun-Man, Kim Won-Tak, Sohn Mi-Chung                                                                                      |
| Barcelona            | 1992       | Antonio Rebello |
| Atlanta              | 1996       | Muhammad Ali |
| Sydney               | 2000       | Cathy Freeman |
| Athene               | 2004       | Nikolaos Kaklamanakis |
| Peking               | 2008       | Li Ning |
| Londen               | 2012       | 7 jonge sporters (Callum Airlie, Jordan Duckitt, Desiree Henry, Katie Kirk, Cameron MacRitchie, Aidan Reynolds, Adelle Tracey) |
| Rio de Janeiro       | 2016       | Vanderlei de Lima |
| Tokio                | 2021*      | Naomi Osaka |
| Parijs               | 2024       | Marie-José Pérec en Teddy Riner                                                                                                |

* Deze Spelen waren oorspronkelijk gepland voor 2020, maar werden een jaar uitgesteld vanwege de coronapandemie die dat jaar uitbrak.

## In de oudheid
De antieke Spelen waren verbonden aan Zeus, de Griekse oppergod. Voor zijn tempel in Olympia werden op het hoofdaltaar honderd ossen verbrand. Dit vuur werd brandende gehouden gedurende de Spelen. De vlam ervan werd, net als alle andere offers, aangestoken met het heilige vuur van de godin Hestia.